# Västerås
Västerås [vɛstəroː s] là một thành phố ở miền trung Thụy Điển, nằm trên bờ của hồ Mälaren trong tỉnh Västmanland, khoảng 100 km về phía tây Stockholm. Thành phố này có dân số thành thị 107.005 người (2005) trong tổng số thành phố của 135.936 (năm 2009).
Västerås là thủ phủ của đô thị cùng tên, thủ phủ của hạt Västmanland và tổng giám mục.

## Hiện nay
Västerås nổi tiếng chủ yếu là một thành phố công nghiệp, song đồng thời cũng là trung tâm bán lẻ và hậu cần. Với mong muốn tạo ra sự khác biệt, thành phố đã đặt cho mình cái tên "Västerås – Mälarstaden", có nghĩa là "Västerås – thành phố bên hồ Mälaren". Điều này nhằm mục đích thu hút du khách, cư dân mới và sinh viên đến với Đại học Mälardalen (khoảng 16.000 sinh viên theo học tại Västerås và Eskilstuna gần đó).
Để đạt được mục tiêu này, thành phố đã áp dụng logo thiết kế làm thương hiệu trong các tình huống chính thức, thay thế một phần của quốc huy và tái tạo một số khu vực bến cảng để làm cho chúng trở nên hấp dẫn hơn để sinh sống. Västerås có khu thương mại ven hồ lớn nhất và cảng giải trí ở Scandinavia trên hồ Mälaren. Hồ này nổi tiếng với nhiều hòn đảo và các chuyến du thuyền hàng ngày vào mùa hè.
Ngoài ra, thành phố còn sở hữu một tòa nhà chọc trời được biết đến với biệt danh "Skrapan" (The Scraper), nơi có một quán bar phục vụ cocktail ở độ cao lớn nhất Thụy Điển, được gọi là Sky Bar, tọa lạc trên tầng 24 của tòa nhà. Đến năm 2017, Västerås đã tổ chức sự kiện Power Big Meet hàng năm, dành cho những người đam mê và sở hữu xe hơi cổ điển Mỹ. Sự kiện này đã được chuyển đến Lidköping vào năm 2017, tuy nhiên, cộng tác viên lâu năm Klas Brink đã tổ chức Cuộc gặp gỡ mùa hè Västerås cạnh tranh tại cùng một địa điểm với Power Big Meet trong nhiều năm.